# Lisa Berkani
Pour les articles homonymes, voir Berkani.
Lisa Berkani est une joueuse française de basket-ball, née le 19 mai 1997 à Beaumont.

## Biographie
En mars 2015, elle raconte : « J’ai commencé le basket vers 9 ans, à Beaumont, à côté de Clermont-Ferrand. J’ai participé aux sélections départementales puis régionales pour ensuite intégrer le pôle espoirs de Vichy où j’ ai passé 2 ans. À la fin de ma 2e année, j’ai été appelée pour participer au championnat d’Europe avec la génération au-dessus de la mienne, les 96. Par la suite, j’ai été prise à l’INSEP, puis c’est après que l’on m’a appelée à Bourges, et ça fait maintenant 2 ans que j’y suis. »
Elle est sélectionnée en équipe de France U17 à l'été 2014, qui obtient une huitième place au Mondial après avoir été battue en quarts de finale par les Espagnoles. « Lorsqu'on arrive à ce match de quart de finale face à cette équipe espagnole, on a déjà beaucoup de stress vu que l'an dernier on perd face à elles en quart de finale du championnat d'Europe de 5 points (...) Puis après on n’ arrive pas à se fixer un nouvel objectif, du coup, l'équipe n’est pas à son maximum pour aller chercher cette 5e place. L'Australie puis le Japon, nous perdons les deux matchs pour finir huitièmes. Donc forcément une grande déception, avec énormément de regrets ».
Après s'être illustrée avec le centre de formation et de l'équipe NF2 (30 points de moyenne pour ses trois derniers matches) de Bourges, la meneuse signe en mai 2015 son premier contrat professionnel avec Tarbes, mais à la suite des difficultés financières du club, elle est engagée quelques semaines plus tard par Montpellier.
En juin 2015, elle devient championne du monde de 3×3 après une victoire 20 à 19 face aux Américaines, puis vice-championne d'Europe en 5x5 quelques mois plus tard. Elle est élue dans le cinq idéal de cette dernière compétition.
Elle est élue seconde meilleure joueuse espoir de la saison 2015-2016.
En 2015-2016, Montpellier remporte la Coupe de France et le championnat de France face à Bourges.
Elle signe l'année suivante à Mondeville. Ses 20 points et 5 rebonds lors de la sixième journée sont essentiels dans la victoire à l'extérieur face à Basket Landes, alors seule équipe invaincue.
Elle est sélectionnée par le Lynx du Minnesota à la 12e place au 2e tour de la Draft WNBA 2017. Présélectionnée en équipe de France, elle n'est pas retenue dans la sélection qui dispute l'Euro 2017, mais elle participe aux Jeux de la Francophonie de 2017 remportés par l'équipe de France A', puis au championnat d'Europe U20 où la France finit à la 4e place, bien que Lisa Berkani (13 points, 4 passes décisives et 3,3 rebonds par match) déplore une ambiance peu conviviale.
Le 1er juin 2018, elle signe au Tango Bourges Basket. Le 14 février 2019, en manque de temps de jeu, elle quitte Bourges pour Villeneuve-d'Ascq.

## Équipe nationale
Hhadydia Minte blessée, elle dispose de sa première occasion de jouer en bleu en février 2018 face à la Slovénie après une première présélection en 2017 empêchée par une blessure. Elle est l'une des deux dernières recalées de la sélection finale devant disputer la Coupe du monde 2018.

## Clubs
- 2004-2013 :  US Beaumont
- 2013-2015 :  Tango Bourges Basket
- 2015-2016 :  Basket Lattes Montpellier Agglomération
- 2016-2018 :  USO Mondeville
- Juin 2018 - Février 2019 :  Tango Bourges Basket
- Février 2019-2021 :  ESB Villeneuve-d'Ascq
- 2021-2022 :  Flammes Carolo basket
- 2022-2023 :  Kangourous Basket de Malines
- 2023 :  Astros de Jalisco Guadalajara
- 2023- :  Reyer Venise-Mestre

## Palmarès

### En club
- Championne de France : 2015, 2016[11]
- Championne d'Italie : 2024
- Coupe de France 2016[20]
- Championne de Belgique : 2023

### En sélection nationale
- Médaille d'or au championnat du monde de 3×3 U18 2015
- Médaille d'argent au championnat d'Europe U18 2015[8]
- Médaille d'or des Jeux de la Francophonie 2017[14]

## Distinctions personnelles
- Vainqueur du concours des meneuses au championnat du monde de 3×3 U18 2015[21]
- Meilleur cinq du championnat d'Europe U18 2015[9]
- MVP du championnat du monde 3x3 de 2015[réf. souhaitée]